# Konceptuellt system
Konceptuellt system är ett system som består av icke-fysiska objekt, såsom idéer eller koncept. I detta sammanhang är ett system i betydelsen "en sammanhängande, samverkande mängd objekt". Härmed är ett koncept en abstrakt idé eller en mental symbol, vanligtvis förknippad med en motsvarande representation i språk eller symbolik.